# Liolaemus atacamensis
Liolaemus atacamensis este o specie de șopârle din genul Liolaemus, familia Tropiduridae, descrisă de Müller și Hellmich 1933. A fost clasificată de IUCN ca specie cu risc scăzut. Conform Catalogue of Life specia Liolaemus atacamensis nu are subspecii cunoscute.